# Список акронімів української мови (Л)
Список акронімів української мови, які починаються з літери «Л»:
- ЛАД — Ліга арабських держав
- ЛАЗ — Львівський автобусний завод
- ЛАР — Леткі ароматні речовини
- ЛатРСР — Латвійська Радянська Соціалістична Республіка
- ЛГ — Лютеїнізуючий гормон
- ЛГБТ — Лесбійки, геї, бісексуали, трансгендери
- ЛГГ — Литовська Гельсінська група
- ЛДГ — Лактатдегідрогеназа
- ЛДП — Ліберально-демократична партія
- ЛДПР — Ліберально-демократична партія Росії
- ЛЕП — Лінія електропередачі
- ЛитРСР — Литовська Радянська Соціалістична Республіка
- ЛіАЗ — Лікінський автобусний завод
- ЛІСП (англ. LISP: «List Processor») — мова програмування загального призначення з підтримкою парадигм функціонального та процедурного програмування
- ЛКСМУ — Ленінська комуністична спілка молоді України
- ЛНМУ — Львівський національний медичний університет імені Данила Галицького
- ЛНР — «Луганська народна республіка», терористична організація
- ЛНУ — Львівський національний університет імені Івана Франка
- ЛОВЦА — Луганська обласна військово-цивільна адміністрація
- ЛОДА — Львівська обласна державна адміністрація
- ЛОР (Ларингооторинолог) — Лікар-оториноларинголог
- ЛП — Лінійне програмування
- ЛПВЩ — Ліпопротеїни високої щільності
- ЛРЕ — Латвійська радянська енциклопедія
- ЛРЕ — Литовська радянська енциклопедія
- ЛСД (англ. LSD: Lysergic acid diethylamide) — Диетиламід лізергінової кислоти, галюциногенна речовина
- ЛФК — Лікувальна фізична культура
- ЛЦУ — Лазерний цільовий указник
- ЛЧ — Ліга чемпіонів